# فرودگاه اولد بوکنهام
فرودگاه اولد بوکنهام (به انگلیسی: Old Buckenham Airport) یک فرودگاه خصوصی است که یک باند فرود آسفالت دارد و طول باند آن ۸۰۰ متر است. این فرودگاه در کشور انگلستان قرار دارد و در ارتفاع ۵۹ متری از سطح دریا واقع شده است.